# Saint-Laurent-de-Lin
Saint-Laurent-de-Lin è un comune francese di 286 abitanti situato nel dipartimento dell'Indre e Loira nella regione del Centro-Valle della Loira.

## Società

### Evoluzione demografica
Abitanti censiti